# Copa do Quirguistão de Futebol
A Kyrgyzstan Cup é o principal torneio eliminatório do futebol masculino de Quirguistão.

## Tempo de URSS
- 1939 Dinamo Frunze
- 1940 Spartak Frunze
- 1941-44 Não houve
- 1945 Dinamo Frunze
- 1946 Burevestnik Frunze
- 1947 Burevestnik Frunze
- 1948 Burevestnik Frunze
- 1949 Burevestnik Frunze
- 1950 Burevestnik Frunze
- 1951 Dinamo Frunze
- 1952 Dinamo Frunze
- 1953 Frunze City Team
- 1954 Kalininskoye Town Team
- 1955 Spartak Frunze
- 1956 Torpedo Frunze
- 1957 Kalininskoye Town Team
- 1958 Kalininskoye Town Team
- 1959 Torpedo Frunze
- 1960 Kalininskoye Town Team
- 1961 Alga Kalininskoye
- 1962 Alga Kalininskoye
- 1963 Alga Kalininskoye
- 1964 Elektrik Frunze
- 1965 Selmashevets Frunze
- 1966 Selmashevets Frunze
- 1967 Instrumentalshchik Frunze
- 1968 Selmashevets Frunze
- 1969 Selmashevets Frunze
- 1970 Selmashevets Frunze
- 1971 Instrumentalshchik Frunze
- 1972 Khimik Kara-Balta
- 1973 Selmashevets Frunze
- 1974 Instrumentalshchik Frunze
- 1975 Selmashevets Frunze
- 1976 Tekstilshchik Frunze
- 1977 Selmashevets Frunze
- 1978 Instrumentalshchik Frunze
- 1979 Instrumentalshchik Frunze
- 1980 Motor Frunze
- 1981 Instrumentalshchik Frunze
- 1982-83 Não houve
- 1984 Selmashevets Frunze
- 1985 Selmashevets Frunze
- 1986 Elektrik Frunze
- 1987 Elektrik Frunze
- 1988 Instrumentalshchik Frunze
- 1989 Selmashevets Frunze
- 1990 Selmashevets Frunze
- 1991 Selmashevets Frunze

## Desde a independência
Campeões a partir de 1992 are:
| Ano  | Campeão             | Resultado               | Vice-Campeão               |
| ---- | ------------------- | ----------------------- | -------------------------- |
| 1992 | Alga Bishkek        | 2–1                     | Alay Osh                   |
| 1993 | Alga-RIIF Bishkek   | 4–0                     | Alga Bishkek               |
| 1994 | Ak-Maral Tokmak     | 2–1 nos penaltis:       | Alay Osh                   |
| 1995 | Semetey Kyzyl-Kiya  | 2–0                     | Dinamo Bishkek             |
| 1996 | AiK Bishkek         | 2–0                     | Metallurg Kadamjay         |
| 1997 | Alga-PVO Bishkek    | 1–0                     | Dinamo-Alay Osh            |
| 1998 | SKA-PVO Bishkek     | 3–0                     | Dinamo-Alay Osh            |
| 1999 | SKA-PVO Bishkek     | 3–0                     | Semetey Kyzyl-Kiya         |
| 2000 | SKA-PVO Bishkek     | 2–0                     | Dinamo-Alay Osh            |
| 2001 | SKA-PVO Bishkek     | 1–0                     | Zhashtyk Ak Altyn Kara-Suu |
| 2002 | SKA-PVO Bishkek     | 1–0                     | Zhashtyk Ak Altyn Kara-Suu |
| 2003 | SKA-PVO Bishkek     | 1–0                     | Zhashtyk Ak Altyn Kara-Suu |
| 2004 | Dordoi-Dynamo Naryn | 1–0                     | Zhashtyk Ak Altyn Kara-Suu |
| 2005 | Dordoi-Dynamo Naryn | 1–0                     | Zhashtyk Ak Altyn Kara-Suu |
| 2006 | Dordoi-Dynamo Naryn | 4–0                     | Zhashtyk Ak Altyn Kara-Suu |
| 2007 | Abdish-Ata Kant     | 2–1                     | Lokomotiv Jalalabad        |
| 2008 | Dordoi-Dynamo Naryn | 2–2 nos penaltis: (4–3) | Zhashtyk Ak Altyn Kara-Suu |
| 2009 | Abdish-Ata Kant     | 2–0                     | Alay Osh                   |
| 2010 | Dordoi-Dynamo Naryn | 3–0                     | FC Neftchi Kochkor-Ata     |
| 2011 | Abdish-Ata Kant     | 1–0                     | FC Neftchi Kochkor-Ata     |
| 2012 | Dordoi Bishkek      | 6–1                     | Alga Bishkek               |
| 2013 | Alay Osh            | 1–1 nos penaltis: (4–2) | Dordoi Bishkek             |
| 2014 | Dordoi Bishkek      | 2–1                     | Abdish-Ata Kant            |